# Kabinett Blos II
Das Kabinett Blos II bildete vom 8. März 1919 bis 22. Juni 1920 die Landesregierung von Württemberg.

## Mitglieder
| Amt             | Name                                        | Bild | Partei | Partei |
| --------------- | ------------------------------------------- | ---- | ------ | ------ |
| Staatspräsident | Wilhelm Blos                                |      |        | SPD    |
| Inneres         | Hugo Lindemann bis 1. November 1919         |      |        | SPD    |
| Inneres         | Berthold Heymann                            |      |        | SPD    |
| Finanzen        | Theodor Liesching                           |      |        | DDP    |
| Justiz          | Johann Baptist Kiene bis 24. September 1919 |      |        | Z      |
| Justiz          | Eugen Bolz                                  |      |        | Z      |
| Krieg           | Immanuel Herrmann bis Juni 1919             |      |        | SPD    |
| Kult            | Berthold Heymann bis 1. November 1919       |      |        | SPD    |
| Kult            | Johannes von Hieber                         |      |        | DDP    |
| Ernährung       | Julius Baumann bis 1. November 1919         |      |        | DDP    |
| Ernährung       | Eugen Graf                                  |      |        | Z      |
| Arbeit          | Alexander Schlicke bis Juli 1919            |      |        | SPD    |
| Arbeit          | Theodor Leipart                             |      |        | SPD    |